# 法蘭克·斯蒂格利茲
法蘭克·斯蒂格利茲（德語：Frank Steglich，1941年3月14日—），德國物理学家，馬克斯普朗克學會固體物理化學研究所的創始人。德國馬普固化所首任所長，德意志研究聯合會（DFG）原副主席，現任浙江大学关联物质研究中心主任、求是特聘敎授。
斯蒂格利茲是第一個重費米子超導體CeCu2Si2的發現者。2006年獲得馬蒂亞斯獎。

## 生平
斯蒂格利茲於1941年3月14日出生於納粹德國德勒斯登。1960年至1966年間，在明斯特大學與哥廷根大學學習物理學，1969年獲得物理學博士學位（哥廷根大學）。1976年開始任教於科隆大學。
1978年至1988年間，他在達姆施塔特工業大學教授實驗物理學。
1996年創立馬克斯普朗克學會固體物理化學研究所，成為該機構的主任。
自2001年以來，他一直是德國科學基金會（DFG）的副主席。自2002年以來，他擔任德國 - 以色列基金會理事會（GIF）。
2012年起，擔任浙江大學關聯物質研究中心主任。

### 主要成就
1978年，當時擔任博士後研究員的斯蒂格利茲，在科隆大學發現第一個重費米子超導體CeCu2Si2。

## 榮譽
- 1986年 戈特弗里德·威廉·莱布尼茨奖
- 1989年 Gay-Lussac-Humboldt-Prize
- 2006年 馬蒂亞斯獎